# 암브레산포크여우원숭이
암브레산포크여우원숭이(학명: Phaner electromontis)는 난쟁이여우원숭이과에 속하는 영장류의 일종이다. 마다가스카르 섬에서 발견되는 다른 여우원숭이들처럼 몸집이 작다. 이 종의 이름은 이들이 발견된 암브레산 국립공원의 이름을 따서 지어졌다.